# Ketzin/Havel

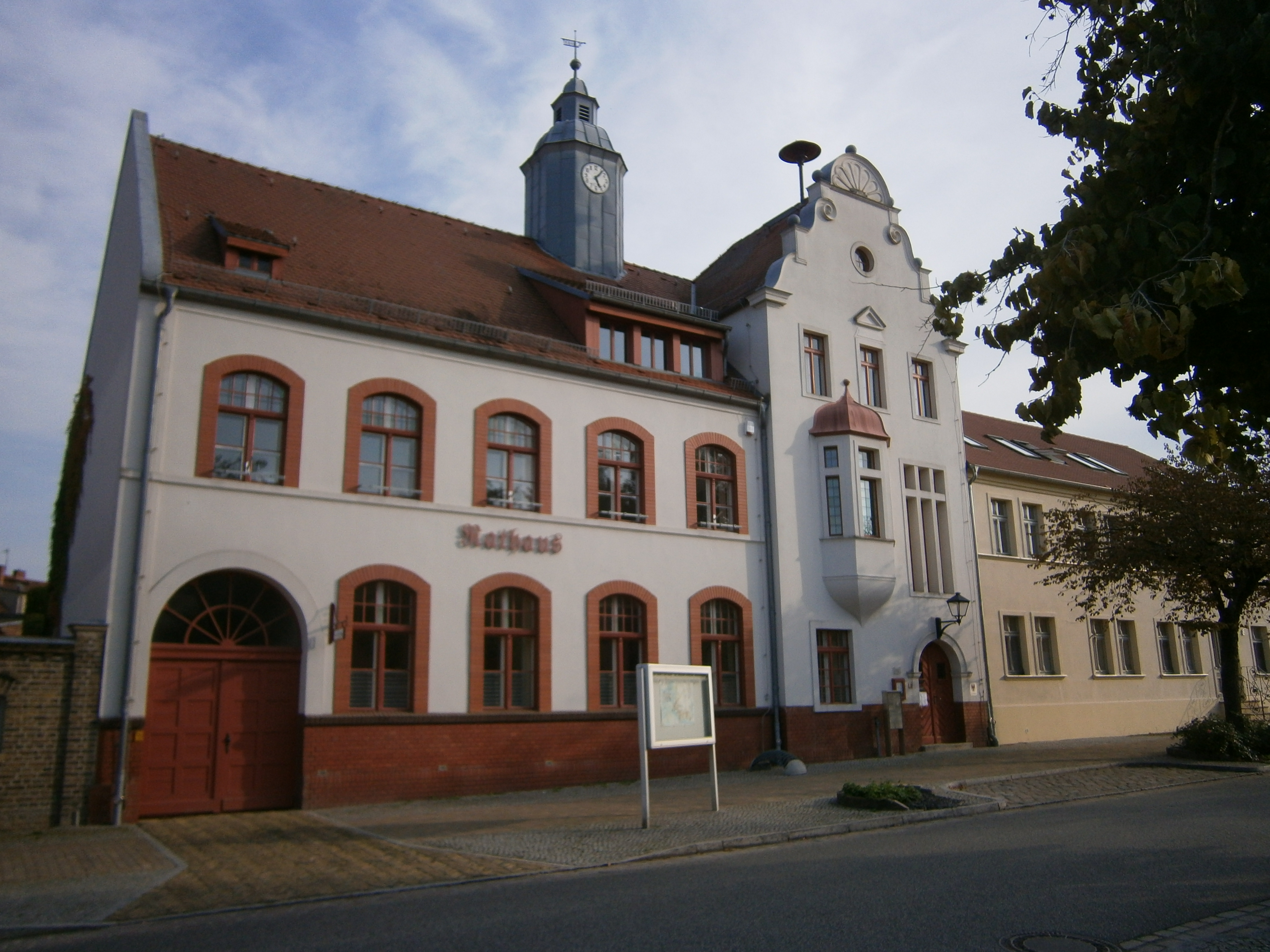
Gemeentehuis van Ketzin

Ketzin/Havel is een gemeente in de Duitse deelstaat Brandenburg, en maakt deel uit van het Landkreis Havelland.
Ketzin telt 6.595 inwoners.

## Demografie
- Ontwikkeling van de bevolking sinds 1875 binnen de huidige grenzen (blauwe lijn: Bevolking; stippellijn: Vergelijking van de ontwikkeling van de bevolking van de deelstaat Brandenburg, Grijze achtergrond: tijdens de nazi-regering, Rode achtergrond: tijdens de communistische regering)
- Recente ontwikkeling van de bevolking (blauwe lijn) en prognoses (stippelijn)

| Jaar | Inwoners |
| ---- | -------- |
| 1875 | 6 320    |
| 1890 | 7 699    |
| 1910 | 7 804    |
| 1925 | 6 808    |
| 1933 | 7 000    |
| 1939 | 6 896    |
| 1946 | 10 297   |
| 1950 | 10 149   |
| 1964 | 7 821    |
| 1971 | 8 031    |

| Jaar | Inwoners |
| ---- | -------- |
| 1981 | 7 008    |
| 1985 | 6 883    |
| 1989 | 6 614    |
| 1990 | 6 488    |
| 1991 | 6 419    |
| 1992 | 6 444    |
| 1993 | 6 432    |
| 1994 | 6 450    |
| 1995 | 6 416    |
| 1996 | 6 368    |

| Jaar | Inwoners |
| ---- | -------- |
| 1997 | 6 338    |
| 1998 | 6 402    |
| 1999 | 6 405    |
| 2000 | 6 442    |
| 2001 | 6 471    |
| 2002 | 6 504    |
| 2003 | 6 503    |
| 2004 | 6 487    |
| 2005 | 6 541    |
| 2006 | 6 483    |

| Jaar | Inwoners |
| ---- | -------- |
| 2007 | 6 488    |
| 2008 | 6 448    |
| 2009 | 6 403    |
| 2010 | 6 405    |
| 2011 | 6 379    |
| 2012 | 6 405    |
| 2013 | 6 389    |
| 2014 | 6 355    |
| 2015 | 6 412    |
| 2016 | 6 474    |

| Jaar | Inwoners |
| ---- | -------- |
| 2017 | 6 503    |
| 2018 | 6 498    |
| 2019 | 6 530    |
| 2020 | 6 595    |

Gegevensbronnen worden beschreven in de Wikimedia Commons.
Brieselang ·
Dallgow-Döberitz ·
Falkensee ·
Friesack ·
Gollenberg ·
Großderschau ·
Havelaue ·
Ketzin ·
Kleßen-Görne ·
Kotzen ·
Märkisch Luch ·
Milower Land ·
Mühlenberge ·
Nauen ·
Nennhausen ·
Paulinenaue ·
Pessin ·
Premnitz ·
Rathenow ·
Retzow ·
Rhinow ·
Schönwalde-Glien ·
Seeblick ·
Stechow-Ferchesar ·
Wiesenaue ·
Wustermark